# Nazis at the Center of the Earth
Pour plus de détails, voir Fiche technique et Distribution.
Nazis at the Center of the Earth, (littéralement Nazis au centre de la Terre en français), aussi connu sous le titre SS Troopers, ou encore Bloodstorm au Royaume-Uni, est un film d'horreur et de science-fiction américain réalisé par Joseph Lawson et produit par the Asylum sorti directement en vidéo le 24 avril 2012 en DVD et Blu-ray aux États-Unis. C'est un mockbuster du film Iron Sky de Timo Vuorensola.

## Synopsis
En 1945, alors que le Troisième Reich est au bord de la capitulation, des nazis menés par le docteur Josef Mengele ont réussi à se cacher et construire une base souterraine en Antarctique. Ils préparent alors le retour en force du nazisme. Des chercheurs scientifiques, alors en mission en Antarctique, sont ainsi kidnappés par des soldats masqués. Ils seront alors forcés d'aider les nazis à préparer une armée constituée de corps revenus à la vie (zombies) afin d'envahir la Terre et de créer le Quatrième Reich.

## Fiche technique[1]
- Titre : Nazis at the Center of the Earth
- Réalisation : Joseph J. Lawson
- Scénario : Paul Bales
- Casting : Gerald Webb
- Accessoires :	Alexa Roland
- Photographie : Alexander Yellen
- Montage : Rob Pallatina
- Musique : Chris Ridenhour
- Production : David Michael Latt, Paul Bales, David Rimawi et Devin Ward
- Sociétés de production : the Asylum
- Sociétés de distribution : the Asylum
- Budget : 200,000 dollars (environ 146 540 euros)
- Pays d'origine :  États-Unis
- Langues officielles : anglais
- Format : couleur, haute définition
- Genre : horreur, science-fiction
- Durée : 89 minutes
- Dates de sortie :
  -  États-Unis : 24 avril 2012 (DVD)
  -  Royaume-Uni (DVD), sous le nom de Bloodstorm[2]
  -  France : 6 août 2013 (DVD)
- Interdit aux moins de 12 ans

## Distribution[2]
- Dominique Swain : Paige Morgan
- Jake Busey : docteur Adrian Reistad
- Christopher Karl Johnson : docteur Josef Mengele
- Joshua Michael Allen : Lucas Moss (crédité Josh Allen)
- James Maxwell Young : tête d'Adolf Hitler
- Jon Kondelik : Voix nazie
- Lilan Bowden : May Yun
- Marlene Okner : Silje Lagesen
- Max Bird-Ridnell : chef nazi
- Andre Tenerelli : Aaron Blechman
- Maria Pallas :  Angela Magliarossa
- Adam Burch : Mark Maynard
- Trevor Kuhn : Brian Moak
- Abderrahim Halaimia : Rahul Jumani

## Production
Nazis at the Center of the Earth est un film à petit budget, puisqu'il n'a nécessité que 200 000 dollars américains. La création du film a pris moins de quatre mois et la réalisation des effets spéciaux a nécessité quatre semaines.
Le thème est inspiré du mythe des ovnis du Troisième Reich, où des machines volantes utilisant l'anti-gravité ou quelque dispositif mystérieux, construites en secret, auraient été opérationnelles durant la période du Troisième Reich en Allemagne.

### Tournage
Le film a été tourné dans trois lieux différents : 
- Les studios de the Asylum à Los Angeles
- Le Blue Cloud Movie Ranch à Santa Clarita
- Les studios Willow à Los Angeles

Pour le tournage de ce film, le réalisateur Joseph Lawson a eu pour influences visuelles Steven Spielberg, Peter Jackson, Sam Raimi, John Carpenter, John Landis, David Lean, J. J. Abrams et Robert Rodriguez.

## Accueil
Le film a été très mal reçu par la critique américaine et par les spectateurs, et a par exemple été qualifié d'« ordure absolue ».